# Шкала Мооса
Шкала́ Мо́оса (минералоги́ческая шкала́ твёрдости) — десятибалльная шкала относительной твёрдости поверхности минералов. Если минерал царапает эталонный минерал из шкалы, его твёрдость по шкале выше; если он царапается эталоном — ниже.
Разбиение шкалы по баллам основано на наборе эталонных минералов. В качестве эталонов приняты 10 минералов, расположенных в порядке возрастающей твёрдости.
Шкала служит для определения минералов. Предназначена для ориентировочной оценки и сравнения относительной твёрдости материалов методом царапания.

## История
Шкала и метод для определения твёрдости минералов был предложен в 1811 году немецким минералогом Фридрихом Моосом (1773—1839).

## Описание
Значения шкалы от 1 до 10 соответствуют десяти достаточно распространённым минералам от талька до алмаза.
Твёрдость минерала измеряется путём поиска самого твёрдого эталонного минерала, который он может поцарапать; и/или самого мягкого эталонного минерала, который царапает данный минерал. Например, если минерал царапается апатитом, но не царапается флюоритом, то его твёрдость находится в диапазоне от 4 до 5.
Предназначена для грубой сравнительной диагностики твёрдости материалов по критерию мягче-твёрже. Испытываемый материал либо царапает эталонный образец и его твёрдость по шкале Мооса выше, либо царапается эталоном и его твёрдость ниже эталона. Известное исключение — кианит, твёрдость которого параллельно длинной стороне кристалла — 4,5, а поперёк — 7,5; то есть он может как царапаться эталоном (например, ортоклазом), так и царапать эталон. Таким образом, оценка по шкале Мооса характеризует только относительную твёрдость минералов или материалов. Например, корунд (9) в 2 раза твёрже топаза (8), но при этом в 4 раза менее твёрдый, чем алмаз (10).

## Шкала твёрдости минералов

Абсолютная твёрдость, шкала Кнупа

В таблице приведено соответствие твёрдости по шкале Мооса с абсолютной твёрдостью, измеренной склерометром:
| Твёрдость по Моосу | Эталонный минерал              | Абсолютная твёрдость | Изображение | Обрабатываемость                             | Другие минералы и материалы с аналогичной твёрдостью           |
| ------------------ | ------------------------------ | -------------------- | ----------- | -------------------------------------------- | -------------------------------------------------------------- |
| 1                  | Тальк (Mg3Si4O10(OH)2)         | 1                    |             | Царапается ногтем                            | Графит                                                         |
| 2                  | Гипс (CaSO4·2H2O)              | 3                    |             | Царапается ногтем                            | Галит, хлорит, слюда                                           |
| 3                  | Кальцит (CaCO3)                | 9                    |             | Царапается медью                             | Биотит, золото, серебро                                        |
| 4                  | Флюорит (CaF2)                 | 21                   |             | Легко царапается ножом, оконным стеклом      | Доломит, сфалерит                                              |
| 5                  | Апатит (Ca5(PO4)3(OH−,Cl−,F−)) | 48                   |             | С усилием царапается ножом, оконным стеклом  | Гематит, лазурит                                               |
| 6                  | Ортоклаз (KAlSi3O8)            | 72                   |             | Царапает стекло. Обрабатывается напильником  | Опал, рутил                                                    |
| 7                  | Кварц (SiO2)                   | 100                  |             | Поддаётся обработке алмазом, царапает стекло | Гранат, турмалин, кремень                                      |
| 8                  | Топаз (Al2SiO4(OH−,F−)2)       | 200                  |             | Поддаётся обработке алмазом, царапает стекло | Берилл (гелиодор, аквамарин, изумруд), шпинель,                |
| 9                  | Корунд (Al2O3)                 | 400                  |             | Поддаётся обработке алмазом, царапает стекло | Разновидности корунда — Сапфир, рубин                          |
| 10                 | Алмаз (C)                      | 1600                 |             | Режет стекло                                 | Среди искусственных — эльбор, природных аналогов не существует |

## Альтернативные методы определения твёрдости
Помимо шкалы Мооса есть и другие более точные методы определения твёрдости минералов c помощью приборов.
Различные шкалы твёрдости трудно однозначно соотнести друг с другом. Практически приняты несколько более точных систем измерения твёрдости материалов, ни одна из которых не покрывает весь диапазон шкалы Мооса.
Для приблизительного определения твёрдости в быту можно использовать:
- простой карандаш — 1; соль поваренная — 2; ноготь — 2,5; медная монета — 3; железный гвоздь — 4; стекло — 5; стальной нож — 6; напильник — 7.

Другие методы:
- Метод Бринелля
- Метод Виккерса
- Твёрдость по Шору (Метод отскока)
- Метод Роквелла